# Orachrysops ariadne
Orachrysops ariadne је инсект из реда лептира (лат. Lepidoptera) и породице плаваца (лат. Lycaenidae).

## Распрострањење
Јужноафричка Република је једино познато природно станиште врсте.

## Станиште
Врста Orachrysops ariadne има станиште на копну.

## Угроженост
Ова врста се сматра рањивом у погледу угрожености врсте од изумирања.